# 达夫尼修道院
达夫尼修道院(英语：Dafni或Daphni)，位于希腊雅典西北郊区，在古老的通向厄琉息斯的圣途上，保存着精美的拜占庭艺术。1990年，与俄西俄斯罗卡斯和希俄斯的新修道院一同被联合国教科文组织列入世界遗产名录。

## 历史
达夫尼修道院建在古代阿波罗神庙的遗址之上。神庙在395年被入侵的哥特人所毁。现在只有一根爱奥尼柱立在原先的柱廊里，剩余的都被埃尔金伯爵带回伦敦。修道院最初建于6世纪，献给圣母之死（the Dormition of the Virgin）。由于它的财富和名声，它在11世纪被十字军洗劫。在11世纪末，一个不知名的捐助人出钱重建了修道院。这片地区于1204年被赐给雅典领主，在1207年被西多会修士接管，并作了改建。当雅典于1458年被土耳其人攻占，修道院被交还给东正教会。东正教修士再次作了改建。在希腊革命时期被用作军队驻地。1838到39年间，巴伐利亚军队在此驻扎。1883到85间用作疯人院。在1889年和1897年的地震中遭到严重损坏。
对修道院的第一次发掘发生在1892年。在1936年到1939年间，J·特拉弗洛斯(J Travlos)完成了对古代阿波罗神庙的发掘。在1950年代的修复期间，在修道院的许多部分都进行了发掘，尤其是礼拜堂。
在地震的毁坏之后，希腊考古学会（the Greek Archaeological Society）修复了教堂，镶嵌画被清理出来并由一些意大利艺匠复原。建筑后来用铁结构加固，北边用扶壁支撑，前厅西边和圆顶被全部重建。在1955到57年，文化部修复局（the Restorations Department of the Ministry of Culture）开始了更进一步的修复，包括对教堂和修道院，以及曾修复的镶嵌画的修复。在1960年，堵住外前厅西墙拱门的墙被拆除，在1968年修道院西入口被清理干净。

## 建筑
最早的修道院建于6世纪，有着牢固的围墙。有着三条侧廊的教堂坐落于庭院正中。在围墙内的东北角，建造了一座两层的建筑，包含修士们的单间。一个接待厅和另一区修士的单间建在北墙内。
第二个时期，开始于11世纪末，1080年左右，也就是现在保存下来的。教堂有两个正方形交叉构成八边形，有一个又大又宽的圆拱屋顶。它的前厅利用了古代阿波罗神庙的爱奥尼柱廊。外前厅建造稍晚，在12世纪早期。西边的礼拜堂在18世纪建造，在希腊革命时期用作蓄水池。在西边正面有三道拱门的门廊在13世纪有法兰克修士建造，明显受西欧艺术的影响。同时，在前厅和外前厅的上方建造了第二层，从北墙塔楼上的螺旋梯可以到达。这大概是作为修士们的图书馆使用。教堂的墙是简朴的石墙，没有什么装饰。在前厅之下有一个地下室。

## 装饰
教堂内部装饰有精美的镶嵌画，大约完成于11世纪末。是拜占庭中期艺术的典范。丰富的场景讲述了耶稣基督和圣母玛丽亚的故事。其他的人物有大天使、先知、圣徒、殉教者以及主教等。这些装饰在穹顶、十字架、圣殿和外前厅等处的位置安排都表现了一个理念，中殿表示世界、穹顶表示天堂，地板表示大地。所有的镶嵌画都使用了金箔为底。
墙的下端装饰着美丽的大理石板，在1650年左右，大理石板代替了原来平庸的壁画。在教堂的北面有一座带后殿的圆角矩形建筑被用作食堂，墙上有丰富的壁画。